# Agugliaro
Agugliaro is een gemeente in de Italiaanse provincie Vicenza (regio Veneto) en telt 1314 inwoners (31-12-2004). De oppervlakte bedraagt 14,6 km², de bevolkingsdichtheid is 90 inwoners per km².
De volgende frazioni maken deel uit van de gemeente: Calliana, Capitello, Finale, Sopra L'Acqua.

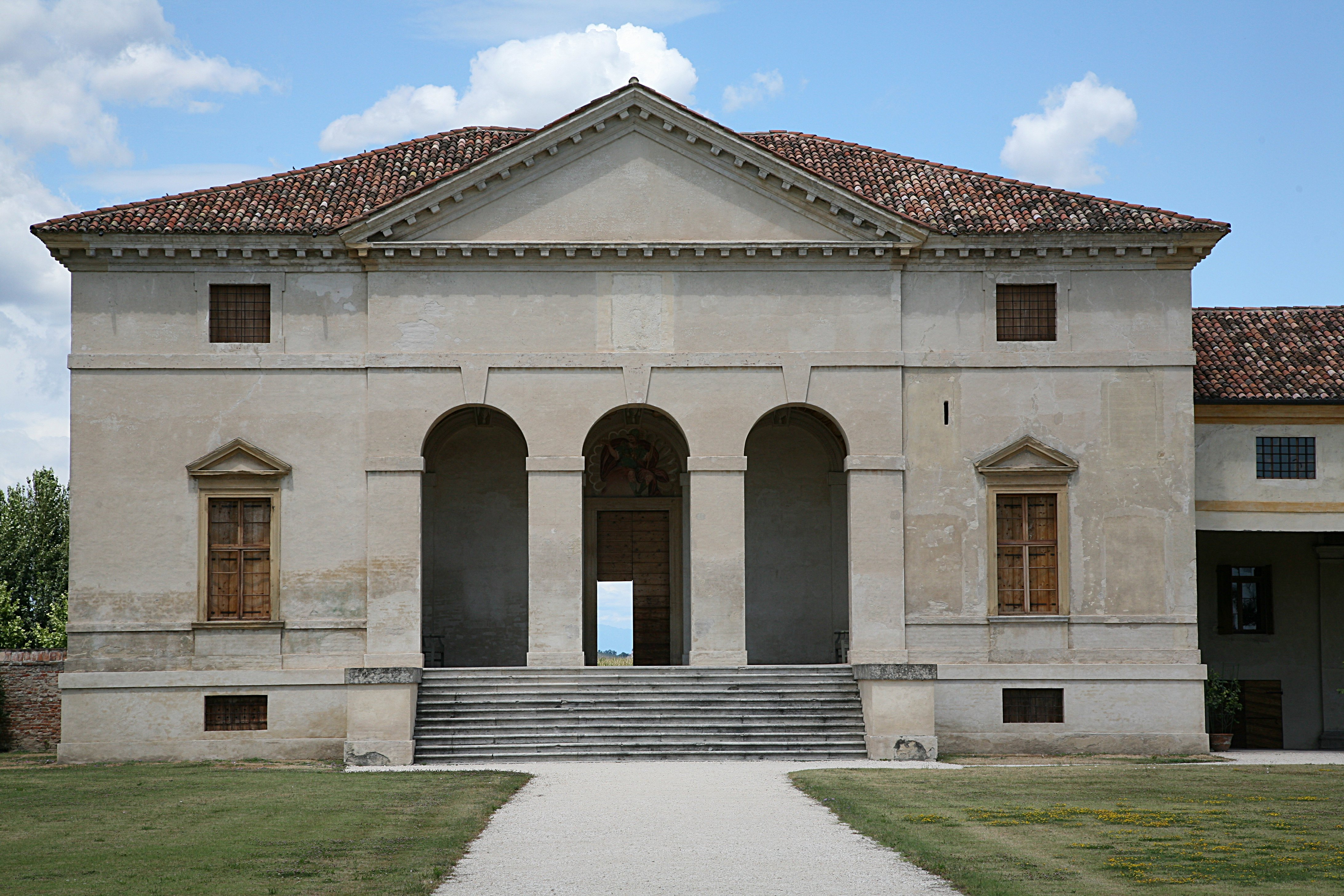
Villa Sara Ceno
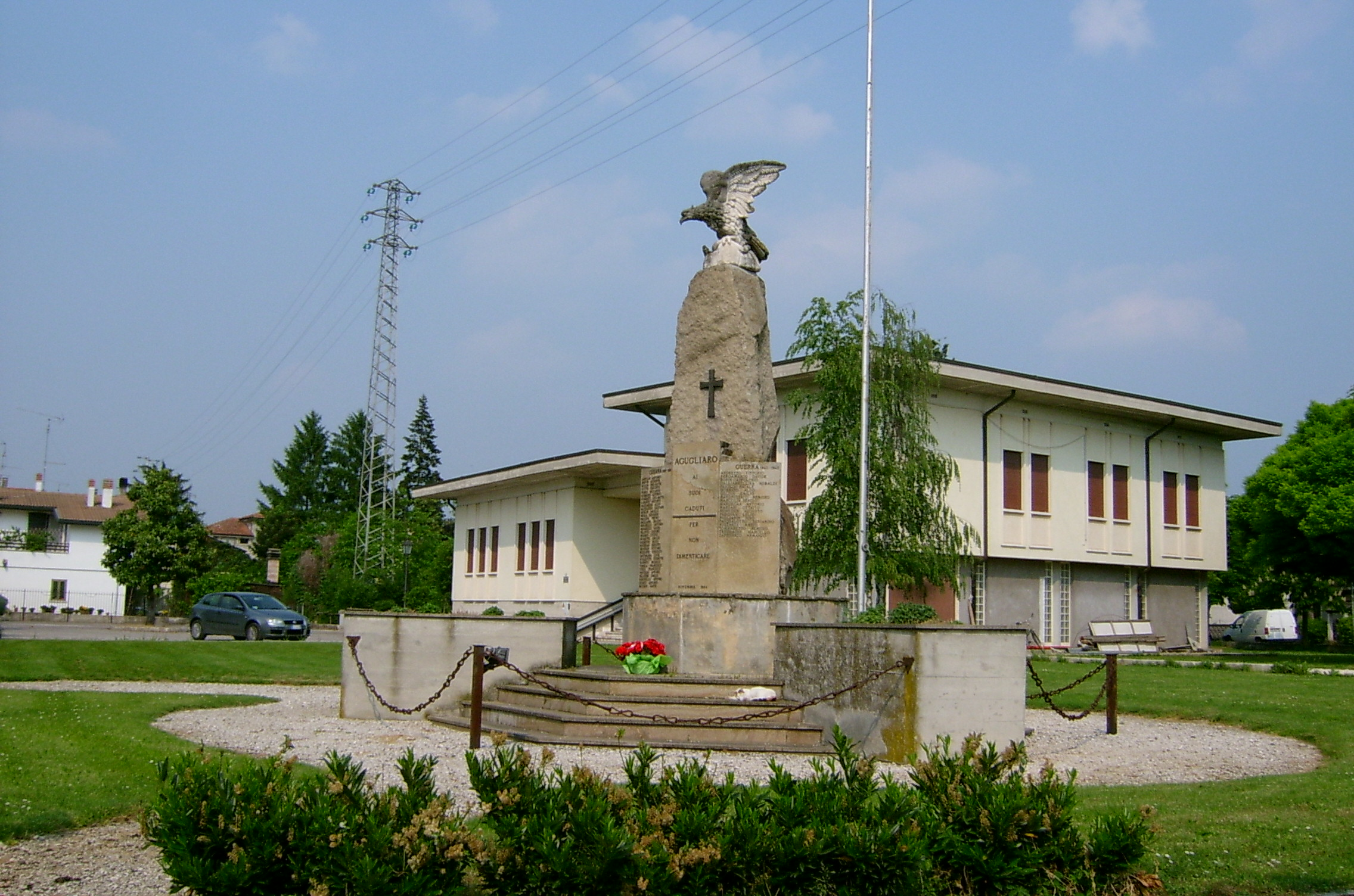
Monument

## Demografie
Agugliaro telt ongeveer 505 huishoudens. Het aantal inwoners steeg in de periode 1991-2001 met 0,2% volgens cijfers uit de tienjaarlijkse volkstellingen van ISTAT.
| Jaar | Inwoneraantal |
| ---- | ------------- |
| 1991 | 1249          |
| 2001 | 1251          |

## Geografie
De gemeente ligt op ongeveer 13 m boven zeeniveau.
Agugliaro grenst aan de volgende gemeenten: Albettone, Campiglia dei Berici, Lozzo Atestino (PD), Noventa Vicentina, Sossano, Vo (PD).